# 青池良輔
青池 良輔 （あおいけ りょうすけ、1972年 - ）は日本のアニメーター、アニメーション監督、クリエイティブディレクター、映画監督。山口県下関市出身。大阪芸術大学映像学科卒業。

## 人物
クリエイティブディレクター、プロデューサー、アートディレクターを経験し、その後、フリーランスでFlashアニメーションを製作する。現在はクリエイティブアーティスツ所属。代表作は「CATMAN」など。かつてはカナダで仕事をしていたが、現在では福岡を拠点に制作をしている。夫人はコーディネーターの青池清子、アートディレクターのディナ・ランポーなどと共同で活動することが多い。

## 作品

### オリジナル作品
- CATMAN（プロ・デビュー作）
- PERESTROIKA
- ピテカント
- G-MAN

- へアリーベイビー＆ビューティー・プー
- Frentics Music Clip
- Arugarei Promotion
- SpicyCandy

### TVアニメ関連
- OH!スーパーミルクチャン（FLASH版「ミルクのIT革命」のアニメ制作）
- 星新一ショートショート「生活維持省」「現在」「夢と対策」
- 藤子・F・不二雄のパラレル・スペース「征地球論」
- 紙兎ロペ (映画｢ラスイチ｣ 内山勇士との共同監督･脚本)　TVシリーズ、監督・脚本
- 彼岸島X　（Webアニメ）、監督・脚本
- アキンド星のリトル・ペソ　TVシリーズ、監督・脚本
- ポケモンだいすきクラブ 「ゴーリキー引越社」
- Caribadix　TVシリーズ 、監督
- エビシー修業日記 TVシリーズ、監督

### 商業系CMコラボ
- 森永アロエチャンシリーズ
- マルちゃん麺づくり-web.game

## コラム&書籍
- Create魂（書籍）
- 創作番長クリエイタ[2]（Webコラム）

## TV出演
- NHKワールド「imagine-nation」 2017年6月27日（NHK）creator's interviewの回　[3]　インタビュー出演。